# Emilija Erčić
Emilija Erčić (Belgrado, 14 de junho de 1962) é uma ex-handebolista profissional iugoslava, campeã olímpica.
Emilija Erčić fez parte da geração medalha de ouro em Los Angeles 1984.